# Bontokape
Bontokape is een bestuurslaag in het regentschap Bima van de provincie West-Nusa Tenggara, Indonesië. Bontokape telt 4440 inwoners (volkstelling 2010).